# Gaudiosa
Gaudiosa – według tradycji żona Pelayo, pierwszego króla Asturii. Jej istnienie nie jest potwierdzone historycznie. Poślubiła Pelayo krótko przed bitwą pod Covadongą. Po śmierci pochowana w kościele Santa Eulalia de Velanio w Cangas de Onís, podobnie jak jej mąż.
Z Pelayo miała co najmniej dwójkę dzieci:
- Favila – król Asturii od 737 r. do śmierci w 739 r.
- Ermesinda – królowa Asturii, żona Alfonsa I